# Dextranomer
Dextranomer (tên thương mại Debrisan, Exudex ) là một cicatrizant sử dụng trong băng cho lành vết thương, và trong các sản phẩm dược phẩm để điều trị không kiểm soát phân. Nó bao gồm các chuỗi polymer dextran được liên kết chéo vào một mạng ba chiều.

## Solesta
Solesta là thương hiệu được bán trên thị trường của một hệ thống tiêm dextranome trong natri hyaluronate ổn định để sử dụng trong phân không tự chủ (FI). Chuẩn bị này là một loại gel tương thích sinh học, để sử dụng như một chất bulking tiêm quanh hậu môn. Hệ thống này dự định được tiêm vào lớp dưới niêm mạc của ống hậu môn gần (tức là trên mức của đường dentate).